# باشگاه فوتبال ایست استایلینگشا
باشگاه فوتبال ایست استایلینگشا (به انگلیسی: East Stirlingshire Football Club) یک باشگاه فوتبال اسکاتلندی مستقر در فالکرک است. این باشگاه در ۱۸۸۱، تأسیس شد و در لیگ لولند، در رده پنجم سیستم لیگ فوتبال اسکاتلند، شرکت می‌کند. ریشه این باشگاه را می‌توان در سال ۱۸۸۰، جستجو کرد یعنی زمانی که یک باشگاه محلی کریکت مستقر در روستای بینسفورد، یک تیم فوتبال تحت عنوان بریتانیا را تشکیل داد.